# Turberas de Kama-Bakaldino

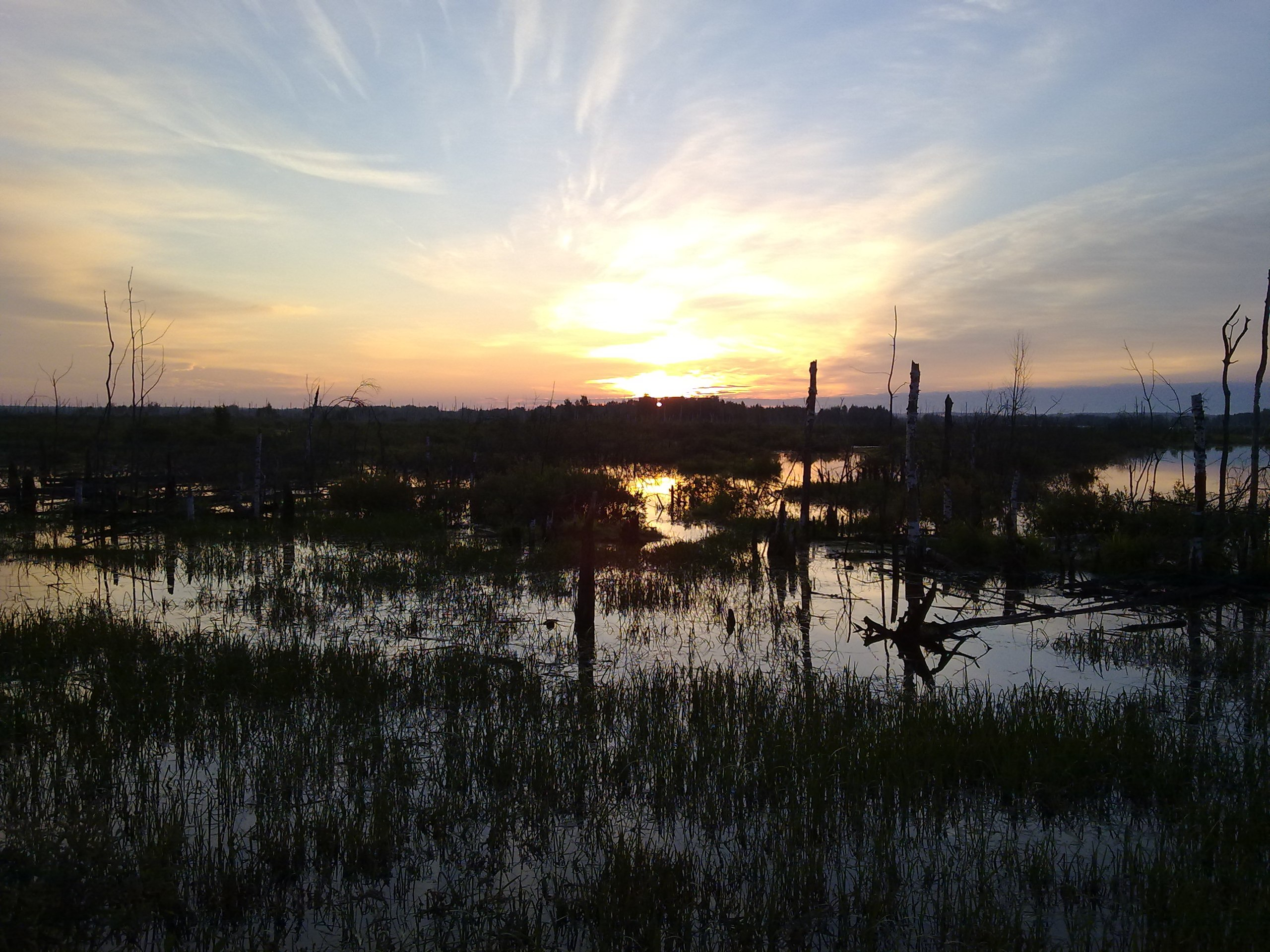
Reserva ornitológica de Sitniki Bakaldino en las turberas de Kama-Bakaldino.

Las turberas de Kama-Bakaldino se encuentran en el óblast de Nizhni Nóvgorod, en Rusia. Ocupan una extensión de más de 3000 km² al norte del río Volga, al este de Moscú, y están atravesadas de norte a sur por el río Kérzhenets, afluente por la izquierda del Volga.
Dentro de las turberas hay varias zonas protegidas. Destacan el sitio Ramsar de Kama-Bakaldino, que comprende 2265 km², y la Reserva natural de Kerzhenets, asociada al río, de 469 km². El sitio Ramsar no llega hasta el río Volga, la reserva natural de Kerzhenets se encuentra dentro de sitio Ramsar, el noroeste, y el IBA (área de importancia para las aves de BirdLife, cubre la misma zona, pero por el sur llega hasta el río Volga.

## Sitio Ramsar de las turberas de Kama-Bakaldino

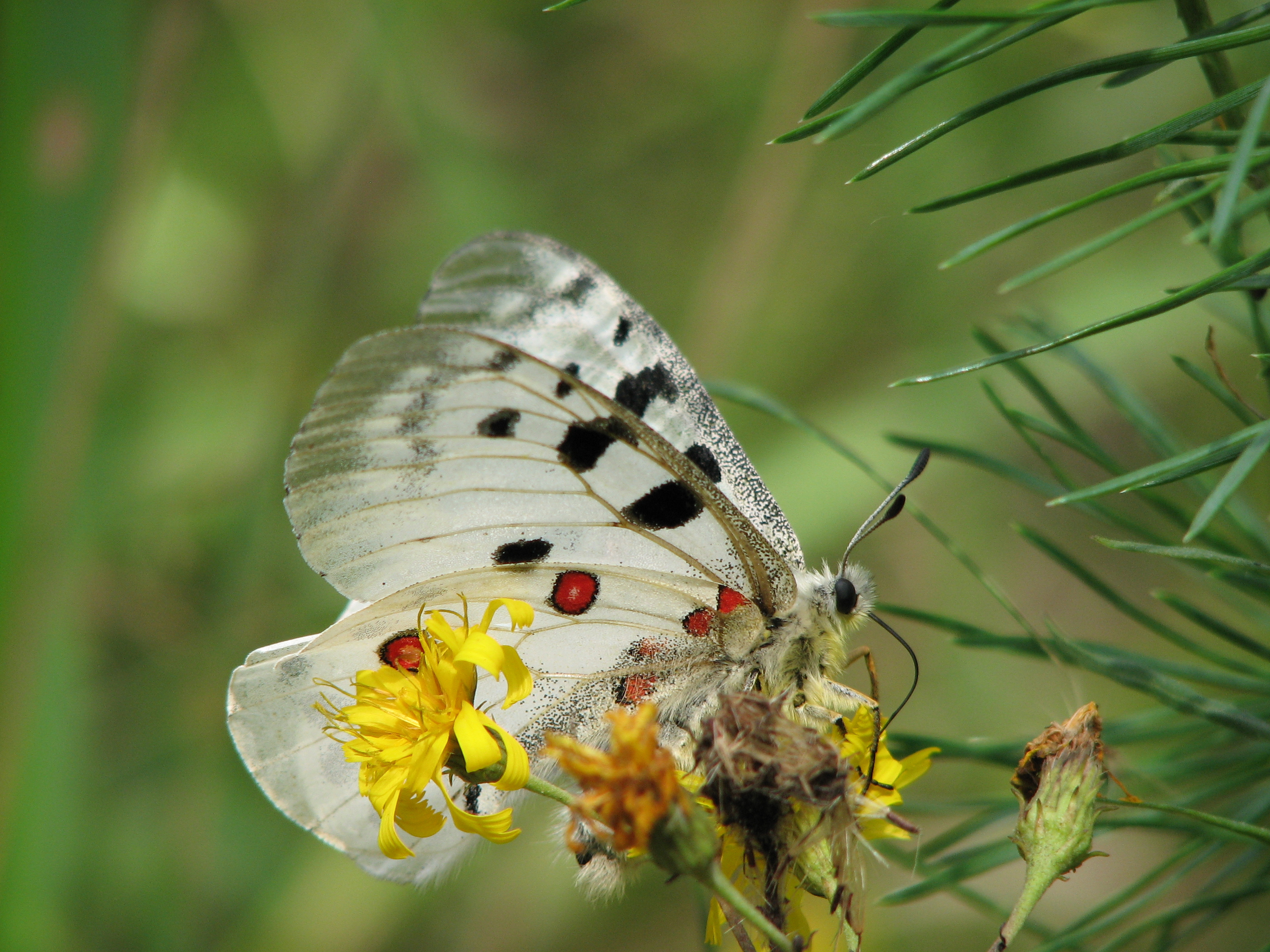
Mariposa Apolo en las turberas

Es el complejo de turberas más grande al sur de la taiga en Europa. El sitio incluye ciénagas, pantanos elevados, pantanos y numerosos lagos rodeados de bosques de pinos, abedules y álamos. Los hábitats incluyen pantanos de Eriophorum algodonoso, turberas, juncales, carrizales, y varias ciénagas de transición. El humedal juega un papel importante en la regulación del régimen hidrológico de las áreas adyacentes. El sitio proporciona un hábitat importante para hasta 50.000 aves acuáticas reproductoras y es un importante sitio de parada para numerosas especies de aves migratorias. Las actividades humanas incluyen la silvicultura, la extracción de turba, el pastoreo de ganado, la caza, la recreación, la pesca comercial y deportiva, la recolección de bayas y hongos.

## Reserva natural de Kérzhenets

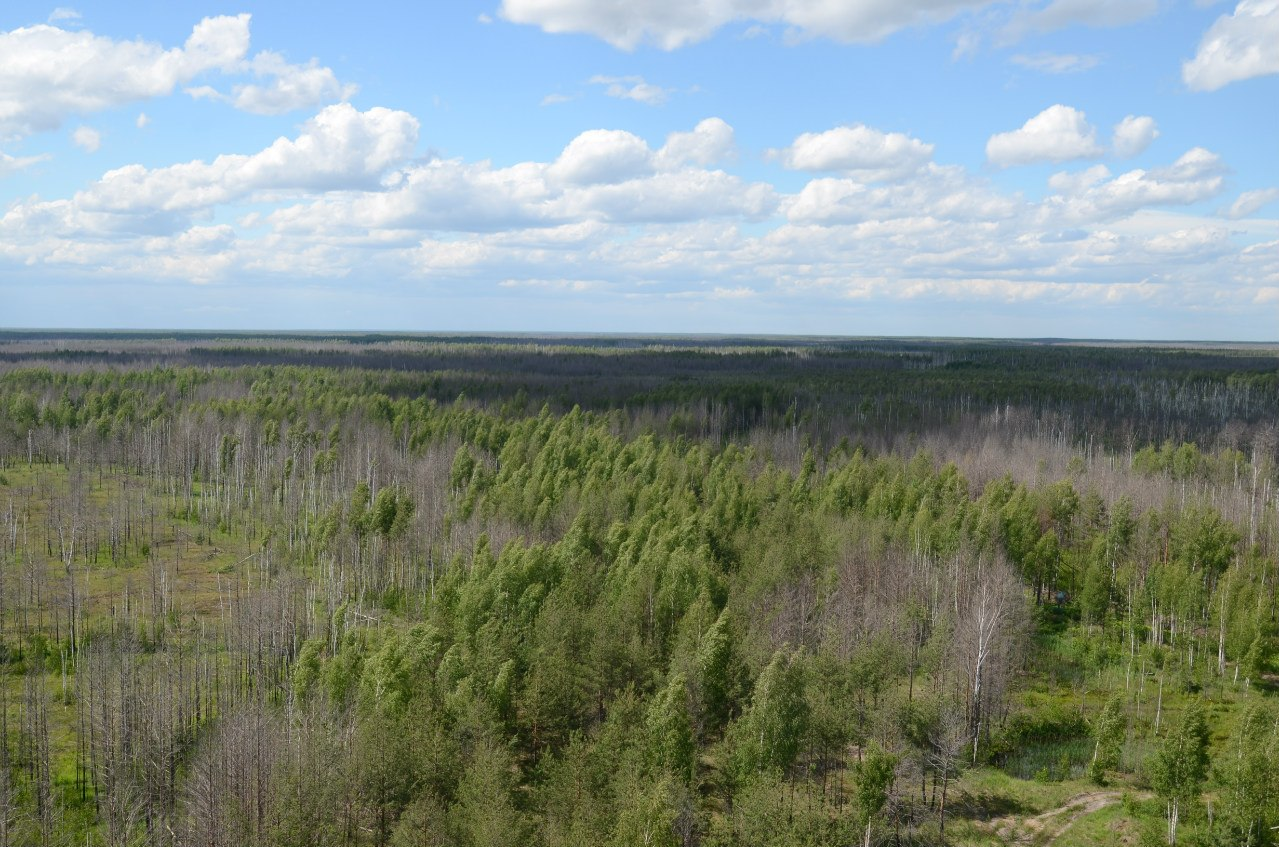
Reserva natural de Kerzhinski o Kérzhenets.

La Reserva Natural de Kerzhinski o Kérzhenets (en ruso: Керженский) (también Kerzhensky) es una 'zapovednik' rusa (reserva natural estricta) ubicada en la cuenca media del río Kérzhenets (un afluente de la margen izquierda del Volga), 600 kilómetros al este de Moscú El terreno presenta extensos pantanos de tierras altas y bajas, y es conocido en particular como un sitio para el estudio de los castores y sus efectos en la recuperación del paisaje después de los incendios y la tala. La reserva está situada a 55 km al noreste de la ciudad de Nizhni Nóvgorod en los distritos de Bor y Semonov del Óblast de Nizhny Novgorod. El sitio ha sido un centro para el estudio científico de la naturaleza de la región desde 1933. Es parte de las Reservas de la Biosfera de la UNESCO y sitio Ramsar. La reserva se estableció en su forma actual en 1993 y cubre un área de 46.940 ha.

#### Topografía
La reserva tiene aproximadamente 25 km de ancho y 40 km al norte del Volga a medida que fluye hacia el este en este punto. La mitad norte y oeste de la reserva están cubiertas de bosques, y el sur y el este son humedales ribereños. El 80% del territorio se encuentra en las tierras bajas de la cuenca del río Kérzhenets. El lecho rocoso es arcilla pérmica, marga y piedra caliza cubierta por 5 a 30 metros de sedimentos aluviales. Las orillas de los afluentes del Kerzhenets están marcadas por afloramientos de rocas carbonatadas.

## Clima
Las turberas de Kama-Bakaldino y la reserva de Kerzhinski se encuentran hacia el borde oriental de la ecorregión de la estepa forestal de Europa del Este. Esta ecorregión es un mosaico de bosques de hoja ancha y pastizales (estepa) que se extiende 2100 km a lo largo de Europa oriental desde el centro de Ucrania hasta los Montes Urales en Rusia. La estepa forestal es un área de Rusia en la que la precipitación y la evaporación son aproximadamente iguales.
El clima es continental húmedo, verano fresco (clasificación climática de Köppen (Dfb)). Este clima se caracteriza por grandes cambios de temperatura, tanto diurnos como estacionales, con veranos templados e inviernos fríos y nevados. La temperatura promedio de enero es de -12 oC, julio es de 19 oC. La precipitación anual promedia 550 mm. Los vientos en verano son del noroeste, pero del sur y oeste el resto del año.

## Flora y fauna

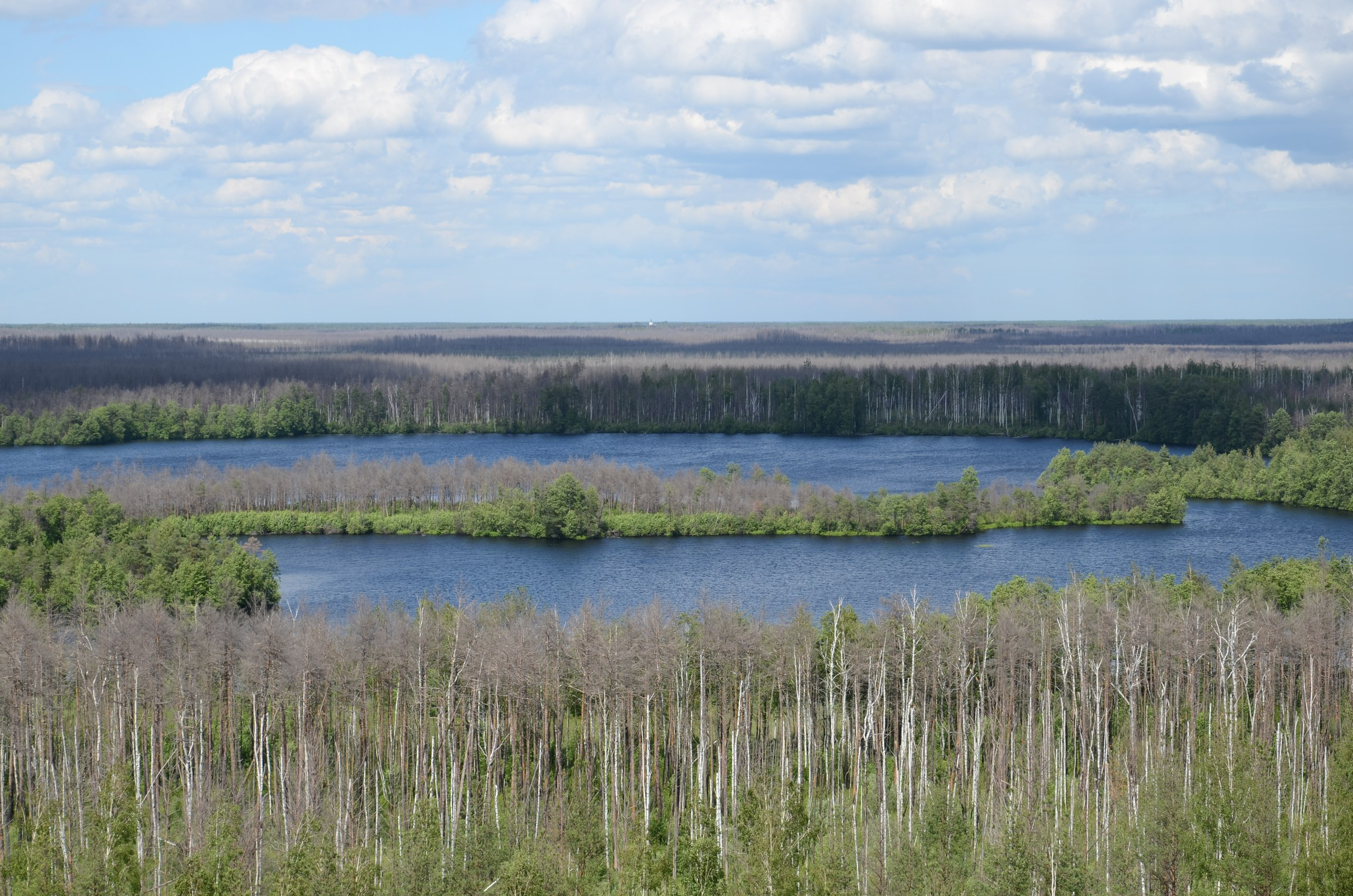
Lago Negro en la Reserva de Khérzenets

El paisaje muestra características de bosques mixtos de Europa del Este, en particular turberas, bosques de pinos (60% del territorio) y bosques de alisos y abedules (35% de la reserva) en las regiones más bajas y húmedas, con plantas y animales asociados. El resto del paisaje es pantano y turberas de transición. El área estuvo sujeta a una gran pérdida de árboles (por la tala y los incendios, particularmente un incendio desastroso en 1972 que mató al 20% de los árboles en Khérzenets), por lo que los rodales son en su mayoría de mediana edad o más jóvenes. Un estudio reciente de la reserva registró 103 especies de algas, 283 de hongos, 205 de líquenes, 160 de briófitas y 593 especies de plantas vasculares.[1][2]
Debido a que la turbera se encuentra en una zona de transición en los bordes de tres regiones (taiga, bosque caducifolio y estepa), tiene animales que son representativos de cada una. Las especies de taiga incluyen caribú, glotón y ardilla. Los bosques de hoja ancha al oeste contribuyen con martas, visones y ratones de campo. Las especies esteparias incluyen campañoles, erizos y ratones de campo. En todas partes están los mamíferos más grandes de los bosques: lobo, zorro, tejón, armiño, comadreja y oso. Parte del trabajo de la reserva de Khérzenets es experimentar con la reintroducción y recuperación de especies que se han perdido en el territorio. Los esfuerzos actuales de reintroducción se centran en la rata almizclera, la perdiz nival y el reno del bosque.

## Área de importancia para las aves
Las turberas de Kamsko-Bakaldinskiye son de las mayores de Europa. El IBA tiene 3160 km2 y consiste en pantanos y bosques. Entre la fauna, los murciélagos Plecotus auritus, Myotis brandti, Myotis dasycneme, Nyctalus noctula, Pipistrellus nathusii y el murciélago bicolor Vespertilio murinus, la nutria Lutra lutra, la mariposa apollo Parnassius apollo, el lirón Dryomys nitedula, la víbora Vipera berus y las orquídeas Dactylorhiza traunsteineri, Cephalanthera rubra y Neottianthe cucullata.